# 古賀正一
古賀 正一（こが まさいち、1936年7月26日 - ）は、日本の実業家、教育者。東芝では副社長まで昇進し、また父で市川学園創立者の古賀米吉の死後は学園理事長となった。

## 経歴
1936年に東京都で生まれた。市川中学校・高等学校を経て、東京大学工学部電気工学科を卒業後、東芝にエンジニアとして入社。1983年6月7日に当時市川学園の理事長と市川中学校・高等学校の校長を務めていた父が亡くなり、11日に理事長に就任した。2017年のインタビューによれば周囲に勧められてのことであり、当時の東芝の人事担当役員は1960年代に東芝を再建した社長の土光敏夫を例に挙げ、土光も母が創立した橘学苑の理事長をしていたのだからと理事長就任を勧めたのだという。会社での業務が忙しかった古賀は学園の経営を副理事長らに一任する一方で東芝で働き続け、1996年に副社長に就任した。
2000年に東芝を退社してからは学園経営に本格的に取り組むようになった。2003年に学園が新校舎へと移転し、中学校が共学化すると学園長も兼務するようになった。2008年に第9代校長に就任したが、翌年には後任に地位を譲り、学園理事長に就き現在に至る。
2022年、旭日小綬章受章。

## 学園改革
東芝での会社員時代に身に着けたノウハウを活かし、学園の改革に取り組んだ。一例として、教師の質を向上させるため、PDCAの導入、評価による賞与額の決定、オープン授業導入、研修機会の増加などを実施した。その一方で教師の負担軽減のため補助業務を担当するパートを大量雇用し、また教師が平日に休める制度を導入した。